# Campeonato Europeo de Biatlón de 2011
El XVIII Campeonato Europeo de Biatlón se celebró en la localidad alpina de Val Ridanna (Italia) entre el 21 y el 27 de febrero de 2011 bajo la organización de la Unión Internacional de Biatlón (IBU) y la Federación Italiana de Biatlón.

## Resultados

### Masculino
| Evento                      | Oro                                                                            | Plata                                                                                        | Bronce                                                                                              |
| --------------------------- | ------------------------------------------------------------------------------ | -------------------------------------------------------------------------------------------- | --------------------------------------------------------------------------------------------------- |
| 10 km velocidad (26.02)     | Tobias Eberhard · Austria · 26:11,2                                            | Alexei Volkov · Rusia · 26:28,9                                                              | Lukas Hofer · Italia · 26:33,8                                                                      |
| 20 km individual (21.02)    | Artem Pryma · Ucrania · 58:53,0                                                | Krasimir Anev Bulgaria 59:24,1                                                               | Andrejs Rastorgujevs Letonia 59:48,6                                                                |
| 12,5 km persecución (27.02) | Alexei Volkov · Rusia · 39:35,7                                                | Krasimir Anev Bulgaria 39:53,8                                                               | Jean-Guillaume Béatrix Francia 40:09,9                                                              |
| Relevos 4 × 7,5 km (24.02)  | Alemania · Robin Kiel · Benedikt Doll · Florian Graf · Erik Lesser · 1:25:39,7 | Rusia · Nikolai Yakushov · Viacheslav Akimov · Timofei Lapshin · Viktor Vasiliev · 1:25:46,4 | Bielorrusia · Uladzimir Alianishka · Uladzimir Chapelin · Maxim Yeliseyeu · Yuri Liadau · 1:27:23,8 |

1. ↑  Descalificación por dopaje del medallista de plata, el ruso Yevgueni Ustiugov.[1]

### Femenino
| Evento                    | Oro                                                                                                | Plata                                                                                        | Bronce                                                                                      |
| ------------------------- | -------------------------------------------------------------------------------------------------- | -------------------------------------------------------------------------------------------- | ------------------------------------------------------------------------------------------- |
| 7,5 km velocidad (26.02)  | Juliane Döll · Alemania · 23:15,7                                                                  | Gabriela Soukalová · República Checa · 23:23,6                                               | Marine Bolliet Francia 23:28,8                                                              |
| 15 km individual (22.02)  | Juliane Döll · Alemania · 50:45,1                                                                  | Olena Pidhrushna · Ucrania · 51:01,8                                                         | Yekaterina Glazyrina · Rusia · 51:51,5                                                      |
| 10 km persecución (27.02) | Juliane Döll · Alemania · 34:4,1                                                                   | Marine Bolliet Francia 35:34,9                                                               | Nadine Horchler · Alemania · 36:07,4                                                        |
| Relevos 4 × 6 km (.02)    | Ucrania · Olena Pidhrushna · Viktoriya Semerenko · Yuliya Dzhyma · Valentyna Semerenko · 1:19:52,0 | Italia · Dorothea Wierer · Roberta Fiandino · Michela Andreola · Karin Oberhofer · 1:20:44,2 | Alemania · Franziska Hildebrand · Susann König · Nadine Horchler · Juliane Döll · 1:20:53,7 |

## Medallero
| Núm. | País            | Oro | Plata | Bronce | Total |
| ---- | --------------- | --- | ----- | ------ | ----- |
| 1    | Alemania        | 4   | 0     | 2      | 6     |
| 2    | Ucrania         | 2   | 1     | 0      | 3     |
| 3    | Rusia           | 1   | 2     | 1      | 4     |
| 4    | Austria         | 1   | 0     | 0      | 1     |
| 5    | Bulgaria        | 0   | 2     | 0      | 2     |
| 6    | Francia         | 0   | 1     | 2      | 3     |
| 7    | Italia          | 0   | 1     | 1      | 2     |
| 8    | República Checa | 0   | 1     | 0      | 1     |
| 9    | Bielorrusia     | 0   | 0     | 1      | 1     |
| 9    | Letonia         | 0   | 0     | 1      | 1     |
|      | TOTAL           | 8   | 8     | 8      | 24    |